# プーラン・デーヴィー
プーラン・デーヴィー（फूलन देवी Phūlan Devī、1963年8月10日 - 2001年7月25日）は、インドの女性政治家。ダカイト（ヒンディー語：डकैत ḍakait、英語：Dacoit）という盗賊から転身した。

## 生涯

### 生い立ち
1963年8月10日、ウッタル・プラデーシュ州ゴールハー・カー・プールワー（गोरहा का पूर्वा, Gorha Ka Purwa）村で、小舟を操ることを生業とするマッラー（मल्लाह, mallah、シュードラのサブ・カースト）の貧しい家庭に一男四女の次女として生まれる。インドでは多額の結婚持参金が必要になる女性は望まれない子供となることが多く、プーランも飢えと肉体的、精神的な暴力にさらされて成長した。両親の取り決めに従い11歳で結婚したが、年上の夫から虐待された末に婚家から追い出される。実家に戻ったプーランは父親の労働を助け、一家の矢面に立つ存在となったが身内の実力者との争いに巻き込まれ、1979年に地元の警察に逮捕される。
その後、プーランはチャンパル渓谷を根城とする盗賊団に誘拐され首領の愛人とされるが、盗賊団の中の同じカースト出身のヴィクラムと意気投合し、首領を殺害して脱走しヴィクラム＝プーラン盗賊団を結成する。
「盗賊の女王」と称され、多くの強盗と殺人を犯した。しかし、プーランを義賊とみなす人々からは広く慕われた。

### ベヘマイー村虐殺事件
1980年、ヴィクラムは部下のラーム兄弟と警察の仕組んだ作戦により殺害され、プーランも捕えられてベヘマイー村で凌辱の憂き目にあう。しかしプーランはチャンパル渓谷最有力の盗賊団のリーダーであるムスタクィームに救出され、彼の盗賊団の有力なメンバーとなる。
プーラン＝ムスタクィーム盗賊団は、1981年、ウッタル・プラデーシュ州のベヘマイー (बहमई, Behmai) 村で領主（タークル、ठाकुर, Thakur）の階級に属する男性22人を殺害し、インド全国および国際的に悪名を轟かせた。
動機は、以前プーランを輪姦したタークルのラーム兄弟をはじめとする村の男達に対する復讐であったが、被害者の中にはプーラン強姦事件とは直接関わりが無かった者も含まれていたとも言われる。プーラン自身はベヘマイーでの虐殺に立ち会ったことを否定し、村人の目撃証言にも矛盾がみられる。

### 投降、投獄、政界
司法当局と、プーランに敵対する盗賊団は、プーランを捕縛しようと試みたが、プーランは容易に捕まらなかった。インディラ・ガンディー政権及びインド警察当局とプーランの間で彼女自身と彼女の率いる盗賊団員を死刑から免ずるという司法取引が成立し、1983年、プーランは10,000人が見守る舞台の上で投降した。
プーランは裁判を受けることなく11年間投獄されていたが、1994年ウッタル・プラデーシュ州で新たに選出されたポピュリストのムラーヤム・スィン・ヤーダヴ（Mulayam Singh Yadav）州首相が検察官に働きかけて彼女に対する訴追を全て取り下げさせたため釈放される。彼女の釈放はインドで下位カーストに属する人々が団結を強め、政治活動を活発に行い始めたことと時を同じくした。プーランの投獄は当時のインドの公民権運動にとって非常に象徴的な事件となっていたため、ムラーヤム・スィン知事による恩赦に影響を与えた可能性がある。釈放後、プーランはインドにおける仏教再生運動に感銘を受け、仏教に帰依した。もっとも、帰依後もヒンドゥー教の女神カーリーを熱心に崇拝していたとの証言もある。    
1996年、プーランの釈放に尽力したサマージワーディ（社会主義者）党から国会議員選挙に出馬し当選、国会議員となる。
引退した警察・司法関係者の中には、プーランの復権と政治参加に否定的な見方をする者もあった。
プーランは、2回日本を訪問している。1回目は1997年12月末で、このときは、ニューデリーで駐在をしていた期間に彼女と知り合った日本人の友人が招待した。彼女は日本の文化に触れる目的で日光、鎌倉、浅草、横浜、箱根等を訪問した。日本滞在中には正月の風習も体験し、杉並区の大宮八幡宮を参拝した。2回目は1999年1月で、京都精華大学が招待し、日本のマスメディアにも登場した。この時の京都精華大学での講演内容は、同大学のHPに掲載されている。尚、同大学の出版物には、彼女の講演内容が、正確に記述されている。彼女は、日本人は、勤勉であると賞賛していた。又その時に、日本の病院の視察の目的で、徳洲会の大阪の病院を訪問している。これについては、彼女のコメントが、徳洲会の新聞にも記載されている。
2001年7月25日、ニューデリーの自宅前で射殺される。逮捕された容疑者のシェール・シン・ラーナー（शेर सिंह राणा, Sher Singh Rana）は暗殺の動機について、ベヘマイー虐殺事件の報復であると自白したが、警察当局は信用し難いとしている。
遺族に夫のウンメード・シン（उम्मेद सिंह, Ummed Singh）がいる。

## 著書
自伝に『女盗賊プーラン』がある。

## 伝記映画
1994年、シェーカル・カプール監督がプーラン・デーヴィーの少女時代から投降までの半生を描いた映画『女盗賊プーラン』を製作した。しかしプーラン本人が、彼女自身の描かれ方が真実に基づいていないとして監督を提訴したため、『女盗賊プーラン』はインド政府により一時期上映禁止とされた。

## 参考図書
- 『女盗賊プーラン』上・下　プーラン・デヴィ著　武者圭子訳　草思社 1997年 ISBN 4794207468
- 『インド盗賊の女王プーラン・デヴィの真実　』マラ・セン著鳥居千代香訳　未来社 1998年 ISBN：978-4-624-50122-8
- 竹中千春『盗賊のインド史：帝国・国家・無法者』（第2刷）有志社、2010年。ISBN 9784903426365。